# Anden-Lupine
Die Anden-Lupine (Lupinus mutabilis) ist eine Pflanzenart in der Gattung Lupinen (Lupinus). Sie stammt ursprünglich aus dem Hochland der Anden und wurde wegen ihrer essbaren, bohnenähnlichen Samen angebaut. Dort ist sie auf Quechua als Tarwi oder Tawri (hispanisiert Tarhui bzw. Tauri) und auf Spanisch als Chocho oder Altramuz bekannt.
Andere kultivierte Lupinen-Arten sind Lupinus albus, Lupinus angustifolius und Lupinus luteus.

## Beschreibung

### Vegetative Merkmale
Die Anden-Lupine ist eine aufrecht wachsende, einjährige Pflanze mit einem kräftigen, mehr oder weniger röhrigem, glattem oder verkahlendem Stängel. Sie verzweigt stark und erreicht oftmals Wuchshöhen von 1,0 bis 2,5 m. Sie bildet eine tiefgehende Pfahlwurzel mit vielen Seitenwurzeln aus, mit „Knöllchenbakterien“.
Der Blattstiel ist 4 bis 8 cm lang. Die handförmig geteilte Blattspreite besteht aus fünf bis neun, ganzrandigen Teilblättern (Finger). Die Teilblätter sind lanzettlich bis verkehrt-eilanzettlich und an der Spitze abgerundet bis spitz, sowie auf beiden Seiten kahl oder spärlich behaart, sie sind bis etwa 6 cm lang und 1,2 cm breit. Die Nebenblätter werden abgeworfen.

### Generative Merkmale
Die Blütenstandsstängel sind bis zu 10 cm lang, die Blütenstandsachse ist genauso lang bis doppelt so lang. Der traubige Blütenstand enthält viele Blüten. Es sind zwei Vor- und ein Deckblatt vorhanden. Die Blütenstiele sind 5 bis 14 mm lang, unbehaart oder fein mit anliegenden Trichomen besetzt. Die zwittrigen, zygomorphen und duftenden Schmetterlingsblüten weisen eine Länge von 18 bis 20 mm auf. Der Kelch ist anliegend-seidig behaart; die oberen Kelchlippen sind etwa 8 mm, die unteren 7 mm lang. Die Kronblätter sind weiß oder blau; die Fahne ist gelegentlich in der Mitte der Rückseite mehr oder weniger gelb gefärbt. Die Kronblätter verändern von der Knospe bis zum Verblühen die Farbe von weiß, rosa, hellblau zu violett, purpur oder dunkelrot. Die Flügel sind sehr breit. Das Schiffchen ist bewimpert. Der Fruchtknoten ist oberständig mit drei bis fünf Samenanlagen. Es sind 10 Staubblätter vorhanden.
Die etwa 8–10 cm langen und 16 mm breiten Hülsenfrüchte sind netzartig geadert und spärlich leicht anliegend-behaart und enthalten drei bis neun Samen. Die weißen oder weiß-dunkelbraun gefleckten bis gelblichen oder schwarzen, rundlichen bis elliptischen und etwas abgeflachten, glatten Samen sind etwa 0,8 bis 1,3 cm groß.
Die Blütezeit ist Juli bis Oktober.
Die Chromosomenzahl beträgt 2n = 42 oder 48.

## Vorkommen
Sie kommt in Ecuador, Peru, Bolivien und Kolumbien bis in eine Höhe von 4000 Meter vor. Heute wird sie auch in Venezuela, Tansania, Äthiopien und in Neuguinea angebaut.

## Taxonomie und Systematik
Die Anden-Lupine wurde 1826 von Robert Sweet in The British flower garden Serie 1, Band 2, Tafel 130 als Lupinus mutabilis erstbeschrieben.
Man kann zwei Varietäten unterscheiden:
- Lupinus mutabilis Sweet var. mutabilis: Sie wird in Südamerika kultiviert.[1]
- Lupinus mutabilis var. cruckshanksii (Hook.) Sweet: Sie kommt in den Anden und in Peru vor.[1]

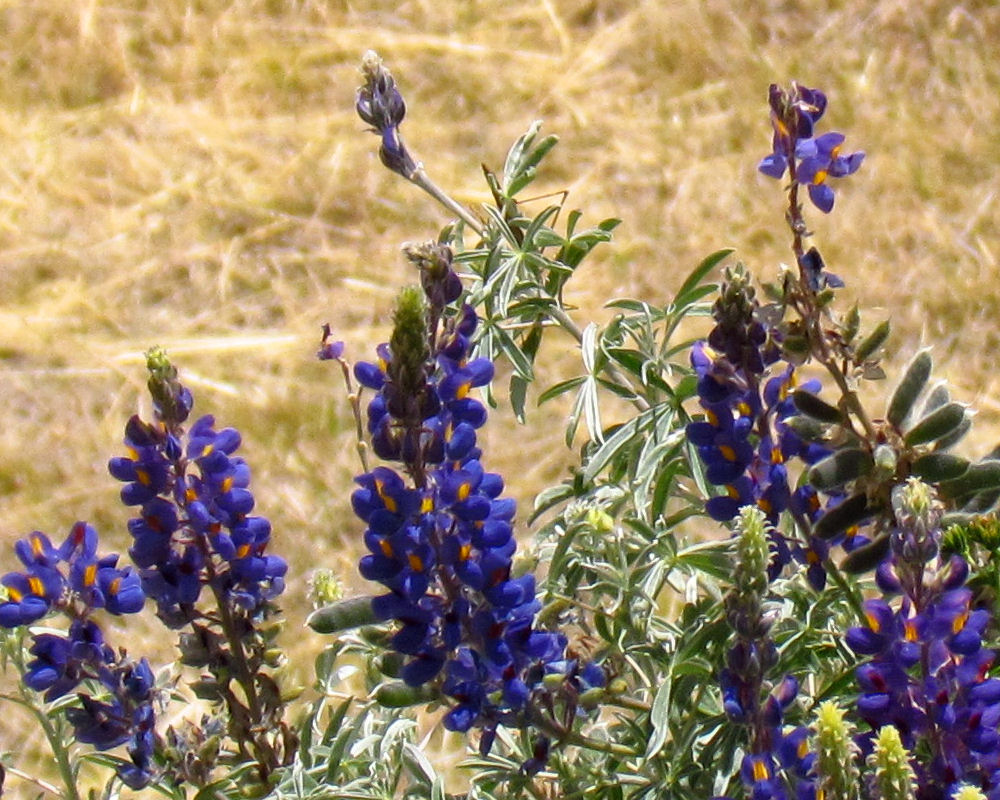
Anden-Lupine (Lupinus mutabilis)

## Verwendung
Diese Pflanzenart wird in ihrem Verbreitungsgebiet viel kultiviert. Vor der Zubereitung müssen die Samen mehrere Tage unter fließendem Wasser gespült oder mehrfach gründlich gewässert werden. Das Wasser des ersten Wässerungsvorganges wird oftmals als Insektizid oder als Fischgift verwendet.